# Matjaž Žagar
Matjaž Žagar (ur. 1963) – jugosłowiański skoczek narciarski. Najlepsze wyniki w Pucharze Świata osiągnął w sezonie 1984/1985, kiedy zajął 51. miejsce w klasyfikacji generalnej.

## Puchar Świata w skokach narciarskich

### Miejsca w klasyfikacji generalnej
- sezon 1982/1983: -
- sezon 1983/1984: -
- sezon 1984/1985: 51
- sezon 1985/1986: -